# Ficus longistipulata
Ficus longistipulata är en mullbärsväxtart som beskrevs av K.M. Kochummen. Ficus longistipulata ingår i släktet fikonsläktet, och familjen mullbärsväxter. Inga underarter finns listade i Catalogue of Life.